# 采爾德默爾克區

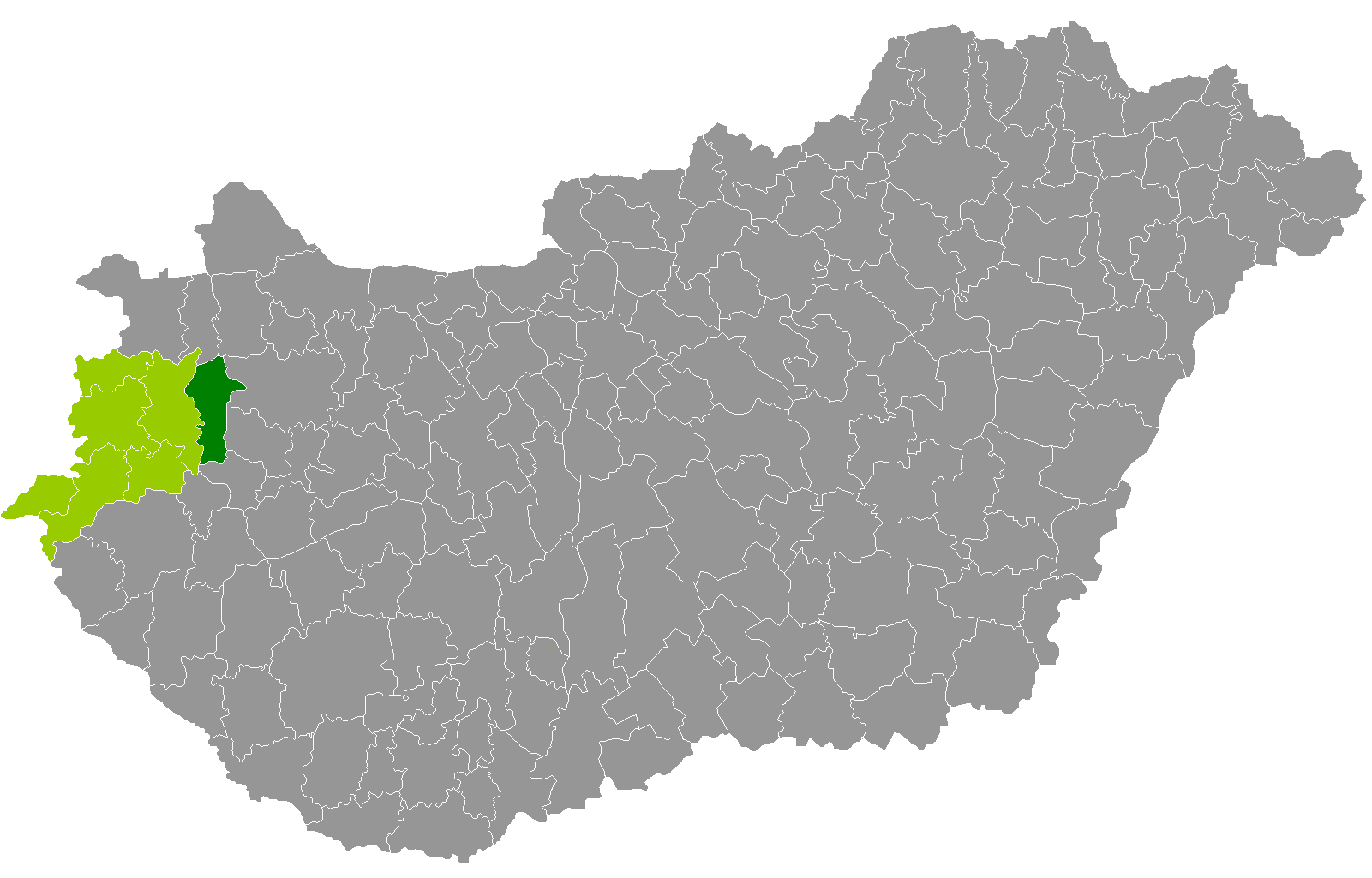

采爾德默爾克區（匈牙利語：Celldömölki járás），是匈牙利的一個區，位於該國西部，由沃什州負責管轄，首府設於采爾德默爾克，面積474平方公里，2011年人口24,630，人口密度每平方公里52人。

## 市镇
采爾德默爾克區包含两个城镇和26个村庄。